# 孟瀛
孟瀛（1444年—？），字宗淵，直隸保定府博野縣人，官籍。明朝政治人物。進士出身。

## 生平
順天府鄉試第八十二名。成化八年（1472年）壬辰科會試第一百七十名，殿試登進士第三甲第四十九名。成化十年（1472年），接替何鑑，擔任南直隶常州府宜興縣知縣，後調銅陵縣。

## 家族
曾祖父孟遇春，贈戶部右侍郎。祖父孟桓，曾任府通判 贈戶部右侍郎。父亲孟鑑，曾任工部左侍郎。